# Thessaloniki World Grand Prix 2005
Der Thessaloniki World Grand Prix 2005 im Badminton fand vom 26. September bis zum 2. Oktober 2005 in Thessaloniki, Griechenland, statt. Das Preisgeld betrug 50.000 US-Dollar.

## Finalresultate
| Disziplin    | Sieger                      | Finalist                   | Ergebnis          |
| ------------ | --------------------------- | -------------------------- | ----------------- |
| Herreneinzel | Niels Christian Kaldau      | Anders Boesen              | 9:15, 15:13, 15:8 |
| Dameneinzel  | Xu Huaiwen                  | Juliane Schenk             | 11:2, 11:5        |
| Herrendoppel | Anthony Clark Robert Blair  | Michael Fuchs Roman Spitko | 15:6, 15:9        |
| Damendoppel  | Gail Emms Donna Kellogg     | Lim Pek Siah Chor Hooi Yee | 17:14, 15:8       |
| Mixed        | Anthony Clark Donna Kellogg | Robert Blair Natalie Munt  | 15:4, 6:15, 15:13 |